# Povijest Finske
Povijest Finske je povijest današnjih prostora Republike Finske i naroda Finaca od prapovijesti do danas.

## Prapovijest
Prema arheološkim nalazima, koji su slični onima iz Estonije, Rusije i Norveške (oruđe od kamena i izrezbarene životinjske glave), područje Finske je bilo naseljeno još od 9. milenija pr. Kr. Prva lončarija se pojavila oko 3. milenija pr. Kr. kada su doseljenici s istoka donijeli tzv. Kulturu češljastih ukrasa, a zemljoradnja se pojavila s neolitskom kulturom Vrpčaste lončarije oko 3000. – 2500. pr. Kr. Ali to nije potisnulo lov i ribolov koji su još ostali glavnim zanimanjem, osobito na sjeveru zemlje.
Za vrijeme brončanog doba (1500. – 1200. pr Kr.) dolazi do brojnih kontakata između Skandinavskih i Baltičkih naroda preko finskog teritorija. Tijekom 1. tisućljeća prije Krista,  na područje današnje Finske useljavaju se ugro-finska plemena, među kojima su bili i preci današnjih Finaca. Oni potiskuju starosjedioce Laponce daleko prema sjeveru i ustrojavaju tri plemenska saveza – Finski, Tavastijanski i Karelski, koji stoljećima ratuju.

## Srednji vijek
Od 8. do 11. stoljeća na područje Finske prodiru Vikinzi. U 12. stoljeću Finska je poprište ratovanja između Kijevske Rusije i Švedske.
Nakon niza pohoda, sredinom 13. stoljeća (1249.) Šveđani su pokorili i pokrstili Fince. Švedski jezik je postao dominantan među finksim plemstvom, u administraciji i obrazovanju, dok se finski zadržao među seljaštvom, svećenstvom i lokalnim pokrajinskim sudovima. Finska je uskoro izjednačena s drugim švedskim pokrajinama, točnije, švedski kralj Haakon VI. je finskom plemstvu dao pravo na sudjelovanju u izborima za kralja (1362.).
Finska je od 1374. do 1386. god. ostvarila i kratkotrajnu samostalnost od Švedske, pod upravom švedskog velikaša Boa Jonssona Gripa. Od 1386. god. Finska je dio Kalmarske unije.

## Švedska Velika kneževina Finska
U 16. stoljeću dolazi do razvitka Finske. Biskup Turkua je bio najistaknutija nacionalno osviještena osoba prije protestantske reformacije. Finci su se postupno obratili na protestantizam, a 1548. god. Michael Agricola prevodi Bibliju na finski jezik. God. 1581. Finska je uzdignuta do velikog kneštva. Od 1596. – 1597. god. u Finskoj se vodi i posljednja seljačka buna u Europi (tzv. "rat toljaga").
Kraljevska Akademija u Turku, osnovana 1640. god., je bilo prvo finsko sveučilište. Od 1696. – 1697. Finsku je pogodila strašna nestašica hrane u kojoj je živote izgubila skoro trećina stanovništvaF.

## Ruska dominacija
Tijekom Velikog sjevernog rata (1714. – 1721.) Rusi prodiru u Finsku, a nakon mira u Nystadu (1721.) Šveđani im prepuštaju istočnu Kareliju s Viborgom. Finska je stradala i u tzv. "Malom sjevernom ratu" (1741. – 1743.) kada Rusi zauzimaju i zapadnu Kareliju. U to vrijeme Finska se već priznavala kao poseban teritorij od Botničkog zaljeva do granica s Rusijom.
God. 1808., za vrijeme Finskog rata (1808. – 1809.) švedske snage se bez otpora i zauvijek povlače iz Finske koja uz veliku potporu domaće inteligencije i činovništva postaje autonomna velika kneževina (29. ožujka 1809.) u personalnoj uniji s Rusijom (do 1917.). Kneževini su priključene ruske stečevine (Vyborg), a 1812. god. je prijestolnicom postao Helsinki.
Od 1860-ih jača snažan finski narodni preporod poznat kao Fenomanski pokret kojem je prethodilo izdavanje finskon nacionalnog epa Kalevale 1835. god. God. 1863. uz švedski jezik i finski jezik postaje službenim jezikom, a od 1878. god. Finska dobiva i vlastitu vojsku.
U strašnoj nestašici hrane, poznatoj kao "Velika finska glad" (1866. – 1868.), koja je bila jedna od posljednjih velikih europskih pošasti gladi, živote je izgubilo 15% stanovništva. Pošast je navela ruske vlasti da olakšaju financijsku upravu u Finskoj i sljedećih decenija ulaganja su postupno rasla što je dovelo do brzog gospodarskog razvoja.
U doba ruskih careva Aleksandra III. (1881. – 1894.) i Nikole II. (1894. – 1917.) pojačana je rusifikacija i ograničavanje finske autonomije.
God. 1906., u Finskoj je uvedeno Opće pravo glasa, no ono je bilo neostvarivo u praksi jer ruski car nije verificirao nikakve zakone finskog parlamenta. To je dovelo do velikih nezadovoljstava i želja za autonomijom je rasla, osobito među radikalnim liberalima i socijalista. Nakon Oktobarske revolucije, 6. prosinca 1917. god. Finska je proglasila neovisnost.

## Republika Finska
God. 1918. revolucionarno krilo Socijal-demokratske stranke je izvelo državni udar. Oni su spjeli zauzeti i kontrolirati južnu Finsku s Helsinkijem, dok je desničarska vlada nastavila djelovati u progonstvu iz Vaase. Nakon kratkog, ali krvavog građanskog rata, tzv. Bijela garda koju je podupirala Njemačka pobijedila je Crvenu gardu koju je poduirala boljševistička Rusija. Nakon rata desetci tisuća pripadnika Crvene garde i njihovih simaptizera je zatočeno u logore gdje su tisuće pogubljene ili su umrle od iscrpljenosti, bolesti i gladi. Neprijateljstvo među samim fincima zbog pripadnosti jednoj od ovih strana je opstalo sve do kraja Zimskog rata, pa i nakon toga.
Nakon kratkotrajnog koketiranja s monarhijom, od 1919. god. Finska je proglašena republikom, a prvi predsjednik je postao Karlo Juho Stählberg. God. 1920. zaključen je ugovor u Dorpatu po kojemu je Finska stekla luku Petsamo na Sjevernom ledenom moru, a 1921. god. Društvo naroda joj dodjeljuje i demilitarizirane Ålandske otoke.
Odnosi Finske sa SSSR-om i Njemačkom su ostali napeti, a Finska je jačala odnose s Francuskom (obuka finskih vojnika) i Švedskom. God. 1917. broj stanovnika iznosio je 3 milijuna, a nakon zemljoposjedničke reforme 1919. god. povećao se broj privatnih vlasnika od čega su 70% činila seoska gospodarstva i 10% industrijska Najveći izvoz bio je u Veliku Britaniju i Njemačku, a Velika ekonomska kriza ranih 1930-ih je u Finskoj prošla bez velikih posljedica.
God. 1932. Finska sklapa sa SSSR-om sporazum o nenapadanju, no spoarazumom Hitler-Staljin (1939.) Finska ponovno postaje sovjetskim interesnim područjem. U listopadu 1939. god. SSSR je napao Finsku i unatoč snažnom otporu domaćih snaga prisilio je Finsku na potpisivanje mirovnog sporazuma (1940.) prema kojemu je Karelijska prevlaka s Viborgom i dio istočne Karelije pripao SSSR-u. Također je SSSR iznajmio od Finske poluotok Hanko na sljedećih 30 godina.

### Finska u Drugom svjetskom ratu
Finska za vrijeme Drugog svjetskog rata vodi dva rata protiv Sovjetskog Saveza i to: Zimski rat (1939. – 1940.) i Sovjetsko-finski rat (1941. – 1944.). U isto vrijeme Finska otvoreno ratuje na strani Nacističke Njemačke. Tijekom 872 dana zajedničke finske i njemačke snage su opsjedale Lenjingrad. Zbog njemačkog poraza na istočlnom frontu Finska sklapa primirje sa SSSR-om (1944.) i protjeruje njemačke snage iz sjeverne Finske (Laponski rat, 1945.). Mirovnim ugovorom iz 1947. god. Finska gubi područje Karelije i Pečenga, gdje je bilo 10% stanovništva Finake i 20% finske industrije, te je primorana plaćati ratnu reparaciju SSSR-u.
Finska je morala odbiti zapadnu pomoć (Marshallov plan), no tajna pomoć SAD-a pomogla je ne-komunističkoj Socijal Demokratskoj Stranci da očuva finsku neovisnost. Finska je zahvaljujući trgovinom sa zapadnom Europom uspjela preći iz pretežno poljoprivrednog gospodarstva u industrijsko. No, čak i nakon isplate ratne odštete, Finska je bila primorana trgovati sa SSSR-om zbog nedostatka industrijskih sirovina kao što su čelik i nafta.

## Moderna Republika Finska
1950-ih godina polovica finskog stanovništva bavila se poljoprivredom, a trećina je živjela u gradovima. Porast stanovništva je u konstantnom padu nakon buma 1947. god. kada je iznosio 3,5 djece po jednoj majci do 1,5 1973. god.
Finska je tijekom Hladnog rata bila u sivoj zoni između NATO i Varšavskog pakta. Sporazumom sa SSSR-om 1948. o trgovini i surandji dala je blagu prednost Sovjetskom savezu u finskoj unutarnjoj politici.
U unutarnjoj politici nakon 1945. god. na vlasti su se izmjenjivale vlade dviju najjačih političkih stranaka: Socijaldemokratske stranke i Agrarne unije (kao samostalni stranački kabineti ili u koaliciji s drugim strankama). Stabilan politički razvitak označilo je i dugogodišnje predsjedavanje državom predsjednika U. Kokkonena (1956. – 1981.).
Iako sklona SSSR-u, Finska je ostala otvoreno tržišno gospodarstvo, a njen Bruto domaći proizvod je 1975. bio 15. u svijetu. Olimpijske igre u Helsinkiju 1952. god. otvorile su Finsku svijetu, a Finska je učestvovala u liberalizaciji Svjetske banke, Međunarodnog monetarnog fonda i Svjetskog sporazuma o tarifama i trgovini. Od 1955. god. Finska je članica UN-a i pristupa Nordijskom vijeću. God. 1961. Finska postaje pridružena članica Europskog udruženja za slobodnu trgovinu (EFTA). God. 1975. u Helsinkiju je održana Konferencija o europskoj sigurnosti i suradnji (KESS). 1970-ih godina Finska je stvorila jedno od najboljih državnih socijalnih programa. Zbog pogrešne makroekonomske politike, bankarske krize i propasti glavnog gospodarkog partnera (SSSR-a) Finska je 1990-ih bila u gospodarskoj recesiji koja je vrhunac (ili dno) dosegla 1993. god. Država je od tada u gospodarskom porastu.
Od 1995. god. Finska je postala punopravnom članicom Europske unije, a 0d 1999. god. i članicom Eurozone. Stanovništvo postaje sve starije s natalitetom od 10,42 na 1,000 stanovnika, tj. 1,8% 
 i biračkim tijelom s prosjekom od 50 godina starosti. Ako ne riješi ovaj problem, bez obzira na povoljnu gospodarsku situaciju, Finsku čekaju veliki demografski problemi.